# 안전지대코리아
안전지대코리아(安全地帶, 영어: SAFETYZONE KOREA)는 대한민국의 패션 기업으로, 원조 스트리트 패션 브랜드인 안전지대의 운영사이다.

## 상세
1986년 선정인터내셔널에서 출시한 패션 브랜드 안전지대의 운영사이다.
초대 회장인 박선묵은 이태원 지역의 스타벅스 건물을 포함한 부동산을 보유하며 브랜드와 부동산 자산을 함께 성장시키는데 주력했다. 박선묵 회장은 이태원의 중심부에 위치한 스타벅스 건물을 147억원에 매각해 안정적인 자금을 확보했고, 이를 통해 회사의 성장발판을 일궈냈다.
2018년에는 창립자 박선묵 회장의 장남인 박기표 대표가 보유한 이태원 부동산의 매각 대금을 기반으로 사업기반을 강남구 가로수길과 압구정으로 옮겼다. 박기표 대표는 브랜드를 전면적으로 리뉴얼하고 강남에 재론칭하면서 사명을 안전지대코리아로 변경하였다.
기업의 모태는 의류회사였으나 이후 연예인 대리, 행사 주최, 영화 제작 등 각종 엔터테인먼트 사업을 병행하고 있다.
일본의 유명 록 밴드 안전지대와 관련된 브랜드로 착각하는 사람들도 있지만 사실상의 관계는 없다. 오히려 안전지대코리아(주)의 일본 상표권 등록 과정에서 록밴드 안전지대와 마찰이 있었고, 이는 1994년 상표권 소송에서 안전지대코리아(주)가 승소하며 마무리가 되었다.

## 사업 분야

### 패션 브랜드 안전지대
안전지대는 국내 오리지널 스트리트 패션 브랜드이다. 1980~90년대 청년 문화에서 비롯된 반항적인 정서를 담은 파격적인 의상과 소품들로 독보적인 인기를 차지했다. 한자 로고를 이용한 은색자수, 로고플레이 등 과감한 시도로 브랜드 인지도를 쌓았고, 1990년대에 소위 말하는 잘 노는 학생들 사이에서 명품으로 인정받는 패션 브랜드로 자리매김 하였다.
스트리트 패션의 유행이 지나감에 따라 트렌드에 밀려 브랜드 인지도가 하락했으나, 디자이너 겸 2세 경영자인 박기표(Tiger Danny) 대표가 브랜드 리뉴얼을 하며 과거의 브랜드 정체성에 최신 트렌드를 더한 스트릿웨어 브랜드로 재탄생하였다. 이후 SBS 방송 프로그램 맞짱의 신 우승자 의상 제공, 최근에는 디즈니+의 드라마 넉 오프(Knock Off)에서 브랜드 협찬(PPL) 기회를 얻는 등 꾸준히 브랜드 입지를 다져나가고 있다.
그 외에도 일본 배우 오구라 유나, 인플루언서 니키, 모델 주하영과 같은 유명인을 필두로 한 인플루언서 마케팅과 앙드레김 아뜰리에와 같은 국내 유명 패션 브랜드와의 협업 등을 통하여 패션 브랜드 안전지대의 저변을 확장중이다.

### 엔터테인먼트사업
- 안전지대 패션쇼 개최[11][12]

- Patio 7 Hotel Lounge 행사
- Zior Park 콜라보레이션 행사
- 유튜브 채널 안전지대TV 운영
- Redbox Safetyzone Club(K-LOUNGE) 운영

### 영화 제작
- 스위트홈 (2024)
- 딜라이브 DMZ 대성동
- 안동 (2025)

## 지점 현황
| 지점명              | 주소                                  |
| ------------------- | ------------------------------------- |
| 안전지대 가로수길점 | 서울특별시 강남구 압구정로10길 43 1층 |
| 안전지대 로데오점   | 서울특별시 강남구 압구정로 336 1층    |
| 안전지대 화양점     | 서울특별시 광진구 능동로19길 19 1층   |